# Двуглав
Двуглав е връх в Мальовишкия дял на Северозападна Рила, висок 2605 m. Върху темето на върха, съставено от силно изветрели гранити, се очертават два отделни купола, особено добре забележими в профил – оттам идва и името му.
Разположен е на юг от Злия зъб, свързва ги скалист хребет, на който е скалният отвор „Халката“, а от двете страни на хребета са Дяволския и Синия улей. На юг от Двуглав същият хребет се спуска стръмно надолу към тясно седло, над което се извисява Иглата, един от най-труднодостъпните катерачни обекти в Рила. Още по-надолу, в подножието на южната стена на Двуглав, е скалният зъбер Портала, също катерачен обект.
По стените на Двуглав са трасирани много алпийски турове с различна категория на трудност. Отвесната стена, която той спуска на юг до долината на река Рилска, е една от най-високите в България – 450 m. Първото изкачване на върха е по Южната стена, извършено е през 1950 г. от Андрей Тодоров и Константин Дюлгеров, а първото зимно – през 1953 г. от Енчо Петков и Христо Борисов. Източната стена (Черната) на върха е респектираща, висока е 250 m. Изкачена е за пръв път през 1959 г. от Георги Атанасов и Георги Щерев. Югоизточната стена също е 250 m. През зимата подходът към стените на Двуглав е особено труден и опасен. По Синия и Дяволския улей често се откъсват огромни лавини, които помитат всичко пред себе си.